# Gabriel Misehouy
Gabriel Osei Misehouy (Amsterdam, 18 luglio 2005) è un calciatore olandese, attaccante dell'Arīs Salonicco, in prestito dal Girona.

## Carriera

### Club
Misehouy è cresciuto nel settore giovanile dell'Ajax, con cui ha firmato il primo contratto professionistico il 9 aprile 2021. Ha debuttato con il Jons Ajax il 21 febbraio 2022 nell'incontro di Eerste Divisie perso 3-1 contro l'Almere City ed il 22 agosto seguente ha segnato il suo primo gol nel successo per 5-1 contro il De Graafschap.
Rimasto svincolato al termine della stagione 2023-2024, il 20 luglio ha firmato un quadriennale con il Girona, club della prima divisione spagnola.

### Nazionale
Ha giocato nelle nazionali giovanili olandesi Under-16, Under-17 ed Under-19.

## Statistiche

### Presenze e reti nei club
Statistiche aggiornate al 21 luglio 2025
| Stagione        | Squadra         | Campionato      | Campionato | Campionato | Coppe nazionali | Coppe nazionali | Coppe nazionali | Coppe continentali | Coppe continentali | Coppe continentali | Altre coppe | Altre coppe | Altre coppe | Totale | Totale | Totale |
| Stagione        | Squadra         | Comp            | Pres       | Reti       | Comp            | Pres            | Reti            | Comp               | Pres               | Reti               | Comp        | Pres        | Reti        | Pres   | Reti   |        |
| --------------- | --------------- | --------------- | ---------- | ---------- | --------------- | --------------- | --------------- | ------------------ | ------------------ | ------------------ | ----------- | ----------- | ----------- | ------ | ------ | ------ |
| 2021-2022       | Jong Ajax       | 1D              | 4          | 0          | -               | -               | -               | -                  | -                  | -                  | -           | -           | -           | 4      | 0      |        |
| 2022-2023       | Jong Ajax       | 1D              | 27         | 4          | -               | -               | -               | -                  | -                  | -                  | -           | -           | -           | 27     | 4      |        |
| 2023-2024       | Jong Ajax       | 1D              | 13         | 7          | -               | -               | -               | -                  | -                  | -                  | -           | -           | -           | 13     | 7      |        |
| 2024-2025       | Girona          | PD              | 9          | 1          | CR              | 2               | 0               | UCL                | 0                  | 0                  | -           | -           | -           | 11     | 1      |        |
| Totale carriera | Totale carriera | Totale carriera | 53         | 12         |                 | 2               | 0               |                    | 0                  | 0                  |             | -           | -           | 55     | 12     |        |